# Lotte Clapp
Pour les articles homonymes, voir Clapp.
Pas d'image ? Cliquez ici

a Compétitions nationales et continentales officielles uniquement.

b Matchs officiels uniquement.
Lotte Clapp, née le 13 janvier 1995 à Welwyn Garden City (Angleterre), est une joueuse internationale anglaise et internationale américaine de rugby à XV évoluant au poste d'ailier.

## Biographie
Lotte Clapp naît le 13 janvier 1995. En 2022, elle joue pour le club des Saracens en Angleterre. Elle est retenue en septembre 2022 pour disputer sous les couleurs des États-Unis la Coupe du monde en Nouvelle-Zélande.